# Екс-он-Иса
Екс-он-Иса (фр. Aix-en-Issart) насеље је и општина у североисточној Француској у региону Север-Па д Кале, у департману Па де Кале која припада префектури Montreuil.
По подацима из 2011. године у општини је живело 267 становника, а густина насељености је износила 26,44 становника/km². Општина се простире на површини од 10,1 km². Налази се на средњој надморској висини од 22 метара (максималној 125 m, а минималној 15 m).

## Демографија
| 1962. | 1968. | 1975. | 1982. | 1990. | 1999. | 2011. |
| ----- | ----- | ----- | ----- | ----- | ----- | ----- |
| 273   | 283   | 264   | 239   | 247   | 210   | 267   |

График промене броја становника у току последњих година